# Akira Kurosawa
Akira Kurosawa (Japans, 黒澤 明, Kurosawa Akira) (Shinagawa (Tokio), 23 maart 1910 – aldaar, 6 september 1998) was een belangrijke Japanse filmregisseur, filmproducer en scenarioschrijver.
Kurosawa is waarschijnlijk Japans bekendste cineast, zeker in het westen mede doordat zijn films in Japan als westers geklasseerd worden. Zijn films hebben over de hele wereld een hele generatie filmmakers beïnvloed. Zijn eerste film (Sanshiro Sugata) werd in 1941 uitgebracht; zijn laatste (Madadayo) verscheen in 1993. Slechts weinig filmregisseurs kunnen bogen op zo'n lange carrière. Kenmerkend voor de films van Kurosawa is de diepmenselijke boodschap: zijn geloof in het goede in de mens en de dienstbaarheid.

## Vroege jaren
Veel documentatie uit de tijd rond Kurosawa's geboorte is verloren gegaan bij de Amerikaanse aanvallen op Japan tijdens de Tweede Wereldoorlog. Veel van wat we weten over de vroege jaren van Kurosawa is aan hemzelf ontleend.
De familie van zijn vader Isamu kwam uit Akita in het noorden van Honshu. Ze gingen prat op hun afkomst van de krijger Abe Sadato uit de 11de eeuw. Ten tijde van Akira's geboorte woonden Isamu en zijn vrouw Shima in het district Ōmori van Tokio. Kurosawa hield van de stad maar bewaarde ook prettige herinneringen aan de regelmatige tripjes naar het platteland van Akita.
Akira was het 7de kind na 3 oudere broers en 3 oudere zussen. Vader Isamu werkte voor het instituut voor lichamelijke opvoeding van het leger. De familie was in zekere zin welgesteld en hield er een bediende op na; toch ging de financiële situatie er in de loop der jaren op achteruit en de familie verhuisde vaak naar bescheidener woningen en omgevingen. Isamu moedigde Akira en zijn broer Heigo aan romans te lezen en films te bekijken, maar was het later met hen oneens over hun carrièrekeuzes. Het was Heigo die Akira in contact bracht met de romans van Maksim Gorki en Fjodor Dostojevski en met de films van John Ford, Fritz Lang en Sergej Eisenstein. Zijn vader en later zijn zussen namen hem mee naar de Ushigome-bioscoop nabij Kagurazaka, "altijd om buitenlandse films te zien, nooit Japanse". In zijn autobiografie vermeldt hij honderden films die hij tussen zijn 9de en zijn 19de zag.
Kurosawa ging vanaf 1916 naar de Morimura-kleuterschool en daarna naar de Morimura Gakuen-basisschool in Shinagawa. Hij was geen goede leerling, maar dat verbeterde nadat zijn ouders in augustus 1918 naar Koishikawa-ku verhuisden en hij naar de Kuroda-basisschool ging. Hij schitterde in het bijzonder in de kunstvakken, aangemoedigd door zijn leraar Seiji Tachikawa. Achteraf zou blijken dat hij aan een vorm van epilepsie leed.
In de middelbare Keika-school had hij een gruwelijke hekel aan de militaire opvoeding. De jongens tussen 12 en 17 moesten geweren dragen en marcheren, maar Kurosawa weigerde deel te nemen aan de schietoefeningen met scherpe patronen en kreeg een nul voor dat vak.
Rond de tijd van zijn afstudeerjaar in 1927 besloot hij kunstschilder te worden en schreef hij zich in aan de Doshusha-school voor westerse schilderkunst. Hij was goed: twee van zijn werken werden geselecteerd voor de grote Nika-tentoonstelling. Hij probeerde van schilderen zijn broodwinning te maken, maar slaagde daar niet helemaal in.
Hij schreef toen ook politiek getinte artikels in radicale tijdschriften; enkele keren heeft hij op het punt gestaan gearresteerd te worden. Tussen 1933 en 1935, na de zelfdoding van Heigo en de dood van zijn andere broer Masayasu, had Kurosawa het moeilijk om voor zichzelf een doel te vinden. Dat veranderde toen hij door de beginnende filmstudio Photo Chemical Libraries werd aangeworven als assistent-regisseur. Tussen 1935 en 1942 werkte hij aan meer dan een dozijn films, vaak in samenwerking met zijn latere mentor de regisseur Kajirō Yamamoto.

## Werk
Tijdens zijn leven zag hij Japan veranderen van een land met militaire ambities tot een meer vreedzame economische macht. Hoewel Kurosawa voornamelijk wordt herinnerd om zijn films uit de jaren vijftig en zestig van de 20e eeuw, ging hij tot zijn dood door met het schrijven en regisseren van films. Hij overleed in Setagaya, Tokio. Kurosawa was ook een getalenteerd schilder. In aanvulling op het script schilderde hij de scènes van zijn films, (storyboard), zoals hij zag dat ze moesten worden verfilmd.
Kurosawa's bekendste films zijn gesitueerd in Japans feodale periode (van de 13e eeuw tot de 17e eeuw). Verschillende van zijn plots zijn bewerkingen van William Shakespeares werk, bijvoorbeeld Ran (gebaseerd op King Lear), Troon van bloed (gebaseerd op Macbeth) en De slechten slapen goed (gebaseerd op Hamlet). De verborgen vesting (Kakushi toride no san akunin), het verhaal van een prinses, haar generaal, en twee ongemanierde boeren, wordt door George Lucas genoemd als een invloed op zijn Star Warsfilms. Andere bekende Kurosawa films zijn Rashomon (gebaseerd op een verhaal van Ryūnosuke Akutagawa, favoriete film van de Nederlandse regisseur Paul Verhoeven, winnaar op het filmfestival van Venetië en Oscarwinnaar voor de beste buitenlandse film, waarmee Kurosawa in het westen bekendheid verwierf), De zeven samoerai (later opnieuw verfilmd als de western The Magnificent Seven), en Yojimbo – die de basis vormde voor de western A Fistful of Dollars. Kurosawa regisseerde ook een verfilming van de Russische roman De idioot van Dostojevski en Tengoku to jigoku, een misdaadfilm, gebaseerd op een roman van de Amerikaanse schrijver Ed McBain, die ook The Birds schreef, verfilmd door Alfred Hitchcock.
In zestien van zijn films, gemaakt tussen 1948 en 1964, komen steeds dezelfde acteurs terug, vooral Toshiro Mifune, met wie hij na Roodbaard echter niet meer verder werkte. Na die film begon Kurosawa in kleur te werken, en veranderde hij de stijl en reikwijdte van zijn films, die tot dan toe neigden naar het verhalende. Kurosawa begon aan een Hollywood project: Tora! Tora! Tora! over de aanval op Pearl Harbor, met Toshiro Mifune, maar nog voor de film was voltooid liet 20th Century Fox Kurosawa vervangen door Kinji Fukasaku. Zijn volgende film Dodesukaden, over een groep arme mensen die rond een vuilnisbelt leven, was in Japan geen succes.
Na deze flop deed Kurosawa een poging tot zelfmoord, die hij overleefde. Het had hem gegriefd dat zijn productiemaatschappij Toho zijn films op video had uitgebracht om financiële middelen te recupereren. Hij ging door met filmen, en maakte: Dersu Uzala (1975, naar het boek van Vladimir Arsenjev), opgenomen en gefinancierd in de Sovjet-Unie en gesitueerd in Siberië aan het begin van de 20e eeuw; verder ook zonder Toho, maar ditmaal met westers productiegeld Kagemusha (1980), het verhaal van een man die de dubbelganger is van een Japanse krijgsheer en diens identiteit aanneemt; Ran (1985); en aan het eind van zijn leven Dreams, Een dag in augustus en Madadayo. De actiefilm Runaway Train uit 1985 is de Amerikaanse bewerking van een script van Kurosawa.

## Waardering
De film The Seven Samurai staat in de top 250 films aller tijden op IMDb op de 13e plaats genoteerd (september 2011). Andere films van Kurosawa die in dezelfde top 250 staan zijn Ran, Rashomon, Ikiru en Yojimbo.

## Filmografie (selectie)
- Sanshiro Sugata (1943)
- Zoku Sanshiro Sugata (1944)
- Kerels die trappen op de staart van een tijger (1945)
- Geen spijt over mijn jeugd (1946)
- Subarashiki nichiyobi (1947)
- Yoidore tenshi (1948)
- Shizukanaru kettō (1949)
- Nora Inu (1949)
- Rashomon (1950)
- De idioot (1951)
- Ikiru (1952)
- De zeven samoerai (1954)
- Troon van bloed (1957)
- De verborgen vesting (1958)
- De slechten slapen goed (1960) (eerste productie onder Kurosawa's eigen productiemaatschappij)
- Yojimbo (1961)
- Sanjuro (1962)
- Tengoku to jigoku (1963)
- Roodbaard (1965)
- Dodesukaden (1970)
- Dersu Uzala (1975)
- Kagemusha (1980)
- Ran (1985)
- Een dag in augustus (1992)
- Madadayo (1993)

## Privé
Kurosawa huwde in 1944 met actrice Yaguchi Yoko, zij hadden samen twee kinderen.